# Längentaler Weißer Kogel
Der Längentaler Weißer Kogel (auch Längentaler Weißkogel oder Längentaler Weißenkogel) ist ein 3217 m ü. A. hoher Berg in den westlichen Stubaier Alpen in Tirol und liegt zwischen dem Bachfallenferner im Westen und dem Längentaler Ferner im Osten. Vom zum Bachfallenstock gehörenden Gipfel ziehen Grate nach Südwesten zum Geißlehnkogel (3216 m), nach Norden zum Bachfallenkopf (3178 m) und nach Osten zum Längentaler Joch (2988 m), dem Übergang zwischen Längental und Sulztal.

## Anstiege
Der einfachste Anstieg erfolgt vom nördlich gelegenen Westfalenhaus durch das Längental auf das Längentaler Joch zu. Auf dem Längentaler Ferner kurz unterhalb des Jochs biegt man am Richtung Südwesten über den Firnhang in die Einsattelung des Nordgrats, von dort kurz über den felsigen Grat zum Gipfel (I). Im Winter ist dieser Weg auch eine beliebte Skitour.
Weitere schwierigere Anstiegsmöglichkeiten bestehen von der Winnebachseehütte über den Bachfallenferner und die Westflanke sowie von der Amberger Hütte über die Gaislehnscharte und den Südwestgrat. Der Weg der Erstbesteiger, vom Längentaler Joch über den Ostgrat, ist sehr brüchig und deshalb nicht empfehlenswert.

## Einzelnachweise

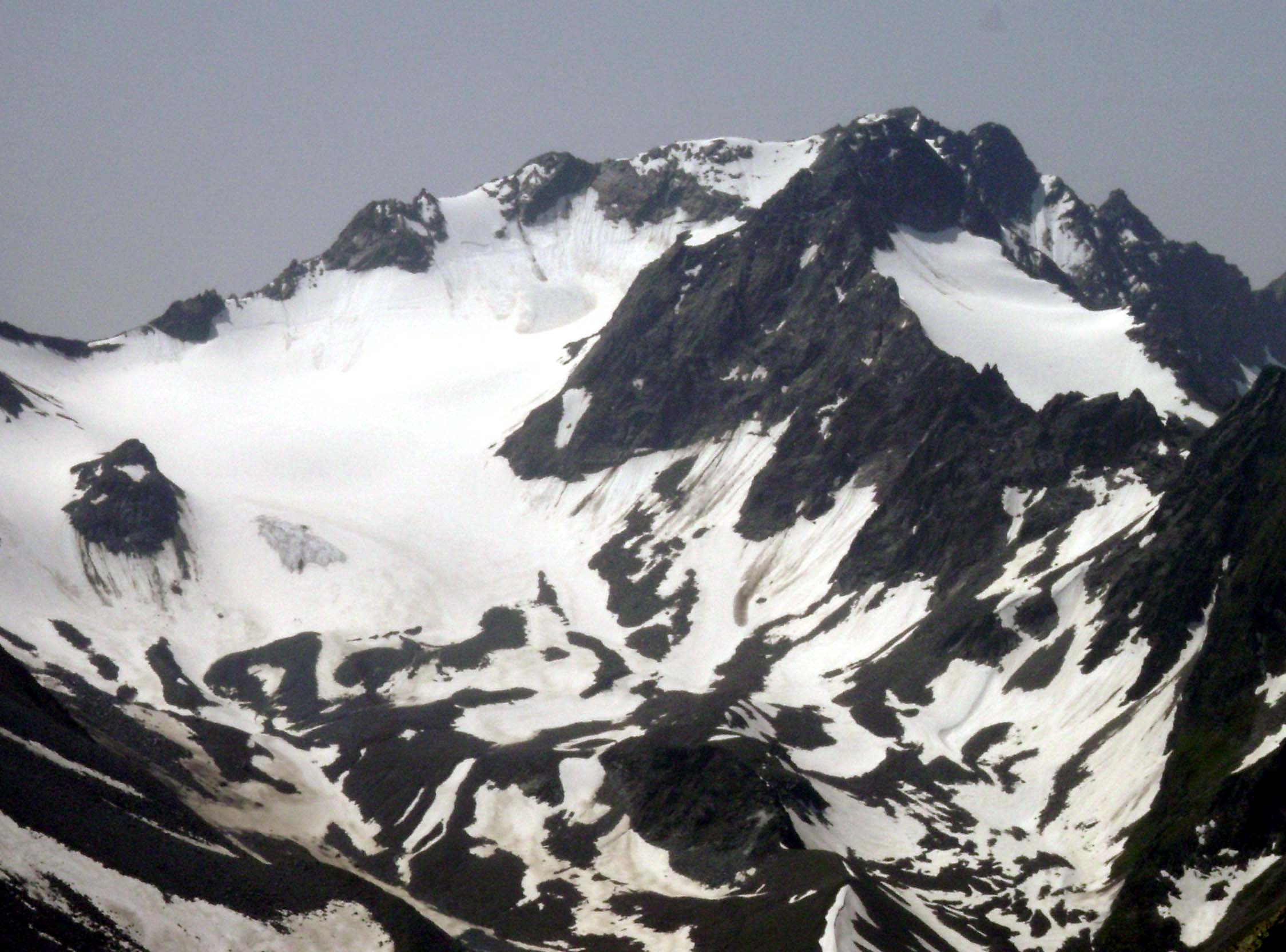
Längentaler Weißenkogel von Norden